# Psechrus luangprabang
Psechrus luangprabang är en spindelart som beskrevs av Jäger 2007. Psechrus luangprabang ingår i släktet Psechrus och familjen Psechridae.
Artens utbredningsområde är Laos. Inga underarter finns listade i Catalogue of Life.